# Praia da Lua
Vista aérea da praia
A Praia da Lua é uma praia fluvial situada na margem esquerda do rio Negro, a 23 quilômetros de Manaus, acessada por barcos e lanchas. Seu nome deriva do formato da praia, similar ao da lua em quarto crescente. Muito procurada por turistas e residentes, foi mencionada pelo guia Lonely Planet como a melhor praia de Manaus.
Em 2012, a Advocacia Geral da União apurou que os visitantes vinham sendo impedidos de usar a praia caso não consumissem os alimentos e bebidas dos estabelecimentos instalados na orla. Foi movida uma ação contra o município de Manaus, incluindo esta e outras irregularidades apuradas nas praias da cidade.